# Chaetocnema mariobiondii
Chaetocnema mariobiondii là một loài bọ cánh cứng trong họ Chrysomelidae. Loài này được Biondi & De Nardis, G miêu tả khoa học năm 2000.